# Камбасерес, Этьен-Юбер де
Этьен-Юбер де Камбасерес (фр. Etienne-Hubert de Cambacérès; 11 сентября 1756, Монпелье, Королевство Франция — 25 октября 1818, Руан, Королевство Франция) — французский куриальный кардинал. Архиепископ Руана и примас Нормандии с 10 апреля 1802 по 25 октября 1818. Кардинал-священник с 17 января 1803, с титулом церкви Санто-Стефано-аль-Монте-Челио с 1 февраля 1805 по 25 октября 1818.